# Pokojov
Pokojov (deutsch Pokojow, auch Pokojau, Potogow, Pokogow) ist eine Gemeinde in Tschechien. Sie liegt zehn Kilometer südlich von Žďár nad Sázavou und gehört zum Okres Žďár nad Sázavou.

## Geographie
Pokojov befindet sich auf einem Höhenrücken zwischen den Tälern des Rendlíčkový potok und Bohdalovský potok in der Böhmisch-Mährischen Höhe. Nordöstlich liegt der Teich Rendlíček und am südlichen Ortsrand der Most. Im Südwesten erhebt sich der V Kopečku (663 m).
Nachbarorte sind Nové Veselí im Norden, Březí nad Oslavou und Kotlasy im Nordosten, Ostrov nad Oslavou im Osten, Radostín nad Oslavou und Znětínek im Südosten, Pavlov und Starý Telečkov im Süden, Bohdalov im Westen sowie Újezd im Nordwesten.

## Geschichte
Das Dorf entstand wahrscheinlich zur selben Zeit wie Kotlasy, das seit 1349 nachweisbar ist. Es wird vermutet, dass das zu dieser Zeit beim Grenzstreit zwischen Jan von Tasov und dem Kloster Saar erwähnte Dorf Bukaw der Ursprung des heutigen Ortes ist. Als 1353 Adam von Konice gemäß dem letzten Willen Jan von Tasovs Kotlasy dem Kloster übergab, erhielt der Orden zugleich das wüste Dorf Bukaw unter der Maßgabe der Wiederbesiedlung. Die erste schriftliche Erwähnung von Pokoj erfolgte 1437 im Zuge einer Anschuldigung der Hecht von Rossitz gegen Wenzel und Georg von Krawarn auf Meziříčí wegen Bemächtigung mehrerer dem Zisterzienserkloster Saar gehöriger Dörfer. 1447 forderte der Saarer Abt Johann mehrmals von Jan von Lomnice auf Meziříčí die Abgaben von Pokoj ein. Erfolgreich war schließlich eine im Jahre 1481 eingereichte erneute Klage. 1483 wurde Pokoj im Urbar des Klosters Saar mit einem Freigericht, 14 Bauernwirtschaften, einer Mühle und zwei wüsten Viertelhuben aufgeführt. Im Jahre 1494 wurde Pokoj dem Kloster gerichtlich zugesprochen.
Nach der Aufhebung der Patrimonialherrschaften bildete Pokojov ab 1850 eine Gemeinde im politischen Bezirk Neustadtl.
1930 bestand der Ort aus 30 Häusern und hatte 148 Einwohner. Seit 1949 gehört die Gemeinde zum Okres Žďár nad Sázavou.

## Gemeindegliederung
Für die Gemeinde Pokojov sind keine Ortsteile ausgewiesen.

## Sehenswürdigkeiten
- Kapelle der Schmerzhaften Jungfrau Maria, geweiht 1862
- Betsäule, im Oberdorf
- Teich Rendlíček mit 42 ha Wasserfläche und Feriensiedlungen

## Söhne und Töchter der Gemeinde
- Josef Koudela (1845–1913), Politiker